# 도당동
도당동(陶唐洞)은 경기도 부천시 원미구 있는 법정동이다. 2019년까지는 도당동을 관할하는 행정동으로의 도당동도 존재하였으나, 2019년 7월 1일을 기해 부천동에 통합되어 폐지되었다.

## 지명 유래
벽돌공장이 있었기에 도당동으로 쓰이게 되었다고 하며, 당집이 있어 도당으로 쓰였다는 이야기도 있다. 도당을 어원적으로 보면 당은 산을 뜻하고 도는 건너 또는 너머를 뜻하므로 도당은 ‘산 너머’를 이른다고 할 수도 있다.

## 인구

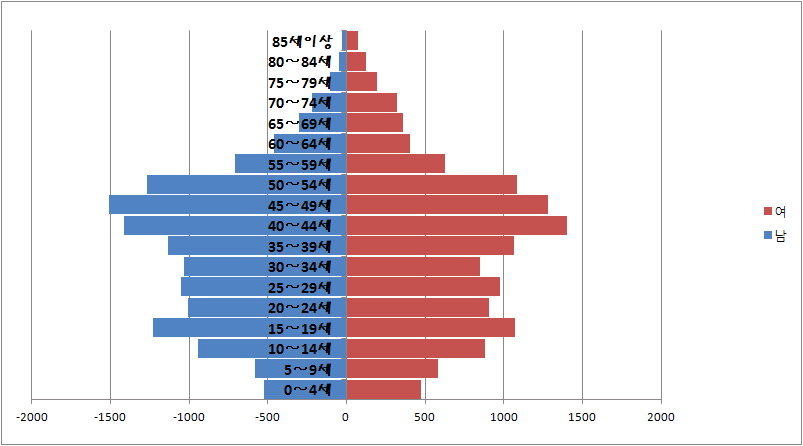
2010년 도당동 인구구조

2010년 도당동의 인구는 26,241명이고 이중 남자는 13,570명, 여자는 12,671명으로 남자가 많고 성비는 107.1이다. 14세 이하의 유소년 인구의 비율은 15.2%로 부천시 평균 15.8%보다 낮고 노년 인구 비율은 6.7%이고, 가장 인구가 많은 연령대는 40~44세이다.